# Fernando Díaz Villanueva

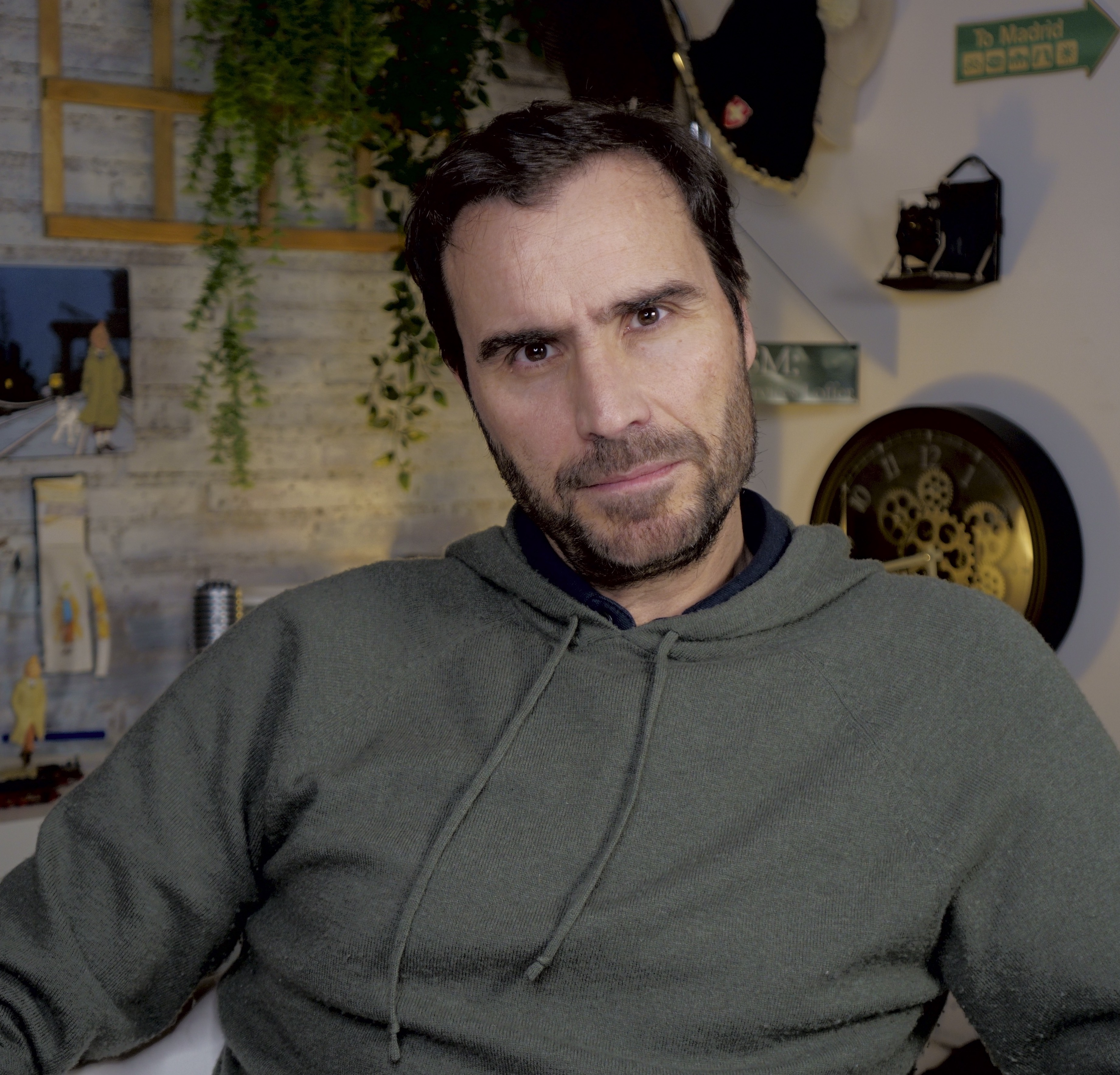
Fernando Díaz Villanueva, 2021

Fernando Díaz Villanueva (* 24. Januar 1973 in Madrid) ist ein spanischer Journalist, Schriftsteller und Kolumnist.

## Leben
Díaz Villanueva ist Mitarbeiter von La Ilustración Liberal, Liberalismo.org, el Semanario Alba, Libertad Digital, la revista Xtra und Vozpópuli. Weiterhin war er Meinungschef von Libertad Digital, Content-Manager von Libertad Digital TV und Mitarbeiter der Agentur Atlas, der Gruppe Mediaset España. Er war Direktor der Wirtschaftszeitung Negocios.com und stellvertretender Direktor der Zeitung La Gaceta.
Im Fernsehen war er während mehrerer Jahre Mitarbeiter in verschiedenen Fernsehprogrammen in Intereconomía TV, wie „Dando Caña“ oder „El Gato al agua“, bei Business TV, zum Beispiel in „Business Connection“, in dem Programm La Tuerka, geleitet von Pablo Iglesias, und in Fort Apache, verbreitet von HispanTV. Bei dem Sender Libertad Digital Televisión hat er zusammen mit Fabián C. Barrio das Programm „Conectados“ dirigiert und präsentiert. Während des Studienganges 2015 war er der leitende Dozent und Gründer der Schule für Film und Visuelle Kunst der Universidad Francisco Marroquín in Guatemala.
Nach seiner Rückkehr nach Spanien arbeitete er in dem Radioprogramm „La Jungla 4.0“ als fester Bestandteil des Teams von José Antonio Abellán, das in dem Radiosender Radio4G übertragen wird. Seit 2017 ist er stellvertretender Direktor und Sendeleiter von La Contra TV. Weiterhin leitet und präsentiert er den Podcast La Contracrónica, ein täglicher Podcast und La ContraHistoria, mit geschichtlichen Themen und einer wöchentlichen Produktion.
Er hat ein Bachelor of Arts in Zeitgeschichte der Universidad Autónoma de Madrid. Díaz Villanueva ist ein bekannter Verteidiger des Klassischen Liberalismus und ein strikter Gegner von politischen Gedankenrichtungen, welche er als totalitär empfindet, vor allem den Kommunismus, über welchen er ein Buch geschrieben und mehrere Konferenzen abgehalten hat, zum Beispiel in der Universidad Francisco Marroquín in Guatemala — ein Land, in welchem er ein Jahr lang gelebt hat — oder im Instituto Juan de MarianaEsteban. Weiterhin beschreibt er sich selbst im humoristischen Rahmen als “perroflautólogo”.
Er ist Gründungsmitglied des Instituto Juan de Mariana.

## Bücher
Er ist der Autor von mehr als zwölf Büchern, meist mit geschichtlichem Hintergrund, die vor allem die spanische Geschichte und die Geschichte des Kommunismus behandeln.
- Che Guevara (2004)
- Fernando el Católico (2006)
- Isabel la Católica (2007)
- Nosotros, Los Españoles: De Los Fenicios a la Guerra de Cuba: 3.000 Años No Es Nada (2008)
- Historias con vida propia - Hechos que dieron (o no) un giro a la historia (2011)
- Enziklopedia Perroflauta (2012) (junto con Pablo Molina)
- Treinta siglos no es nada - de Argantonio a Adolfo Suárez (2012)
- Historia criminal del comunismo (2013)
- Para habernos matado - Grandes batallas de la Historia de España - Primera Parte (2013)
- Para habernos matado - Grandes batallas de la Historia de España - Segunda Parte (2013)
- Sic Semper Tyrannis: Magnicidios en la historia (2014)
- Un año en la vida de España (2014)
- Vida y mentira de Ernesto ‘Che’ Guevara (2017)
- La ContraHistoria de España (2021)